# ヴィラ＝ロボス (小惑星)
ヴィラ＝ロボス (7244 Villa-Lobos) は小惑星帯に位置する小惑星。ベルギーの天文学者エリック・エルストがヨーロッパ南天天文台で発見した。
ブラジル出身の20世紀を代表する作曲家、エイトル・ヴィラ＝ロボスから命名された。